# Sanremo Top
Sanremo Top è stato un programma televisivo musicale italiano, andato in onda su Raiuno nella seconda metà degli anni novanta e nei primi anni 2000.

## Il programma
Scopo della trasmissione era, a distanza di circa un mese dalla conclusione del Festival di Sanremo, presentare una nuova classifica basata sui risultati di vendita realizzati dagli album dei partecipanti a quella edizione della kermesse, che venivano poi intervistati dal conduttore, talvolta anche con telefonate in studio da parte del pubblico.
La trasmissione dava anche l'occasione di consegnare pubblicamente ai cantanti interessati le eventuali certificazioni FIMI ottenute (Disco di Platino e Disco d'Oro).
| Edizione | Messa in onda  | Rete  | Conduzione       | Co-conduzione                      | Sede                       | Telespettatori | Share  |
| -------- | -------------- | ----- | ---------------- | ---------------------------------- | -------------------------- | -------------- | ------ |
| 1ª       | 5 aprile 1994  | Rai 1 | Pippo Baudo      | Cannelle                           | Teatro 13 Cinecittà - Roma | 7.091.000      | 28.66% |
| 2ª       | 28 marzo 1995  | Rai 1 | Pippo Baudo      | Giorgia                            | Teatro Ariston - Sanremo   | 9.195.000      |        |
| 3ª       | 11 aprile 1996 | Rai 1 | Pippo Baudo      | non presente                       | Teatro Ariston - Sanremo   | 6.668.000      |        |
| 4ª       | 16 aprile 1997 | Rai 1 | Mike Bongiorno   | Ambra Angiolini                    | Teatro Ariston - Sanremo   | 6.827.000      | 29.93% |
| 5ª       | 21 maggio 1998 | Rai 1 | Veronica Pivetti | Carlo Conti e Tiberio Timperi      | Teatro Ariston - Sanremo   | 5.074.000      | 22.47% |
| 6ª       | 19 aprile 2002 | Rai 1 | Pippo Baudo      | Silvia Mezzanotte e Anna Tatangelo | Teatro Ariston - Sanremo   | 3.700.000      | 14.70% |

## Edizioni

### 1994
Condotto da Pippo Baudo con Cannelle. Andato in onda il 5 aprile 1994.
Big
- 1. Laura Pausini - Laura (Strani amori)
- 2. Gerardina Trovato - Non è un film (Non è un film)[8]
- 3. Aleandro Baldi - Ti chiedo onestà (Passerà)
- 4. Giorgio Faletti - Come un cartone animato (Signor tenente)
- 5. Loredana Bertè - Bertex - Ingresso libero (Amici non ne ho)
- 6. Squadra Italia - Una vecchia canzone italiana (Una vecchia canzone italiana)
- 7. Ivan Graziani - Malelingue (Maledette malelingue)
- 8. Donatella Rettore - Incantesimi notturni (Di notte specialmente)
- 9. Enzo Jannacci e Paolo Rossi - I soliti accordi (I soliti accordi)
- 10 Andrea Mingardi - 6- al duemila (Amare amare)

Nuove Proposte
- 1. Andrea Bocelli - Il mare calmo della sera (Il mare calmo della sera)
- 2. Giorgia - Giorgia (E poi)
- 3. Baraonna - Baraonna (I giardini d'Alhambra)
- 4. Francesca Schiavo - Losaicivuoleamore (Il mondo è qui)
- 5. Danilo Amerio - Danilo Amerio (Quelli come noi)

### 1995
Condotto da Pippo Baudo con Giorgia. Andato in onda il 28 marzo 1995.
Big
- 1. Fiorello - Finalmente tu (Finalmente tu)
- 2. Spagna - Siamo in due (Gente come noi)
- 3. Andrea Bocelli - Bocelli (Con te partirò)
- 5. Mango - Dove vai... (Dove vai...)
- 6. Gianni Morandi e Barbara Cola - Barbara Cola (In amore)
- 8. Loredana Bertè - Ufficialmente ritrovati (ANGELI & Angeli)
- 9. 883 - Senza averti qui (singolo) (Senza averti qui)[13]
- 10. Massimo Ranieri - Ranieri (La vestaglia)

Partecipano anche:

Lighea - Lighea (Rivoglio la mia vita)

Patty Pravo - I giorni dell'armonia (singolo) (I giorni dell'armonia)

Nuove proposte
- 1. Neri per Caso - Le ragazze (Le ragazze)
- 2. Gianluca Grignani - Destinazione Paradiso (Destinazione Paradiso)
- 3. Dhamm - Dhamm (Ho bisogno di te)
- 4. Gigi Finizio - Lo specchio dei pensieri (Lo specchio dei pensieri)
- 5. Massimo Di Cataldo - Siamo nati liberi (Che sarà di me)

Durante la serata, Giorgia ha duettato con Spagna in Georgia on My Mind, Mango in Yesterday, Massimo Ranieri e Pippo Baudo in Lazzarella, i Neri per Caso in Ancora, Gigi Finizio in I' te vurria vasà e ha interpretato la sua Come saprei.
Ospiti: Terence Trent D'Arby e Havana Mambo

### 1996
Condotto da Pippo Baudo. Andato in onda l'11 aprile 1996.
Big
- 1. Spagna - Lupi solitari (E io penso a te)[17]
- 2. Giorgia - Strano il mio destino (Live & studio 95/96) (Strano il mio destino)
- 3. Ron - Vorrei incontrarti fra cent'anni (Vorrei incontrarti fra cent'anni)
- 4. Massimo Di Cataldo - Anime (Se adesso te ne vai)
- 5. Amedeo Minghi - Cantare è d'amore (Cantare è d'amore)
- 6. Neri per Caso - Strumenti (Mai più sola)
- 7. Elio e le Storie Tese - Eat the Phikis (La terra dei cachi)
- 8. Michele Zarrillo - L'elefante e la farfalla (L'elefante e la farfalla)
- 9. Federico Salvatore - Il mago di Azz (Sulla porta)
- 10. Enrico Ruggeri - Fango e stelle (L'amore è un attimo)

Nuove Proposte
- 1. Alessandro Errico - Il mondo dentro me (Il grido del silenzio)
- 2. Marina Rei - Marina Rei (Al di là di questi anni)
- 3. O.R.O. - Con tutto il cuore (Quando ti senti sola)
- 4. Syria - Non ci sto (Non ci sto)
- 5. Camilla - Battiti (Zerotretresette)

### 1997
Condotto da Mike Bongiorno e Ambra Angiolini. Andato in onda il 16 aprile 1997.
Big
- 1. Patty Pravo - Bye Bye Patty (...E dimmi che non vuoi morire)
- 2. Anna Oxa - Storie - I miei più grandi successi (Storie)
- 3. Nek - Lei, gli amici e tutto il resto (Laura non c'è)
- 4. Pitura Freska - Gran calma (Papa nero)
- 5. Jalisse - Il cerchio magico del mondo (Fiumi di parole)
- 6. Marina Rei - Donna (Dentro me)
- 7. Ragazzi Italiani - Vero amore (Vero amore)
- 8. Loredana Bertè - Un pettirosso da combattimento (Luna)
- 9. Dirotta su Cuba - È andata così (È andata così)
- 10. Syria - L'angelo (Sei tu)

Nuove Proposte
- 1. Niccolò Fabi - Il giardiniere (Capelli)
- 2. Paola & Chiara - Ci chiamano bambine (Amici come prima)
- 3. Alex Baroni - Alex Baroni (Cambiare)
- 4. D.O.C. Rock - Secolo crudele (Secolo crudele)
- 5. Luca Lombardi - Luca Lombardi (Sonia dice di no)

Ospite: Riccardo Cocciante

### 1998
Condotto da Veronica Pivetti con Tiberio Timperi e Carlo Conti. Andato in onda il 21 maggio 1998.
- 1. Spagna - E che mai sarà - Le mie più belle canzoni (E che mai sarà)[23]
- 2. Antonella Ruggiero - Registrazioni moderne (Amore lontanissimo)
- 3. Annalisa Minetti - Treno blu (Senza te o con te)[24]

Partecipano anche (non viene rivelata la loro posizione in classifica):

Alex Baroni - Sei tu o lei (Quello che voglio)

Sergio Caputo - Flamingo

Niccolò Fabi - Lasciarsi un giorno a Roma

Enzo Jannacci - Quando un musicista ride

Lisa - Sempre

Mango - Light (versione inglese di Luce)

Paola & Chiara - Per te

Piccola Orchestra Avion Travel - Dormi e sogna

Ron - Un porto nel vento

Silvia Salemi - Pathos

Paola Turci - Solo con me
Ospite: Patty Pravo

### 2002
L'edizione è condotta da Pippo Baudo con Silvia Mezzanotte e Anna Tatangelo, rispettivamente vincitrici della categoria Big (insieme ai Matia Bazar e Nuove proposte dell'ultima edizione del Festival. La serata, prevista in diretta dal Teatro Ariston la sera del 18 aprile, non viene trasmessa per lasciare lo spazio in palinsesto ad uno speciale Porta a Porta interamente dedicato all'Incidente aereo al Grattacielo Pirelli avvenuto nella stessa giornata. La serata viene registrata e trasmessa il giorno dopo.. La messa in onda in differita in diretta concorrenza con Scherzi a parte, portò ad un importante calo di ascolti e ad alcuni tagli legati all'ospitata di Simona Ventura, quella sera presente anche nello show di Canale 5. 
Big
- 1. Gianluca Grignani - Uguali e diversi (Lacrime dalla Luna)
- 2. Daniele Silvestri - Unò-dué (Salirò)
- 3. Francesco Renga - Tracce (Tracce di te)
- 4. Alexia - Alexia (Dimmi come...)
- 5. Matia Bazar - Messaggi dal vivo (Messaggio d'amore)
- 6. Michele Zarrillo - Le occasioni dell'amore (Gli angeli)
- 7. Patty Pravo - Radio Station (L'immenso)
- 8. Gino Paoli - Se (Un altro amore)
- 9. Enrico Ruggeri - Primavera a Sarajevo (singolo) (Primavera a Sarajevo)
- 10. Nino D'Angelo - La festa (Marì)

Nuove Proposte
- 1. Valentina Giovagnini - Creatura nuda (Il passo silenzioso della neve)
- 2. Anna Tatangelo - Doppiamente fragili (singolo) (Doppiamente fragili)
- 3. Simone Patrizi - Piccoli segni (Se poi mi chiami)
- 4. Gianni Fiorellino - Gli amori sono in noi (Ricomincerei)
- 5. Archinuè - Oltremare (La marcia dei santi)